# Mindszenty Gedeon
Mindszenty Gedeon (Jolsva, 1829. október 8. – Eger, 1877. június 5.) római katolikus plébános és alesperes, költő, tanfelügyelő, egyházi szónok.

## Életrajza
Mindszenty Gedeon 1829. október 8-án született a Gömör megyei Jolsván, ahol apja előkelő birtokos polgár és hosszabb ideig a város polgármestere volt. A négy alsó gimnáziumi osztályt Rozsnyón, az ötödiket Miskolcon, a hatodikat Nagyváradon nagybátyja Szidor premontrei rendű kanonok és gimnáziumi igazgató felügyelete alatt végezte, aki nagy hatással volt költői tehetségének fejlesztésére.
1844-ben az egri főegyházmegyei papok közé vették fel és mint II. éves teológus Zsenge mutatványok cím alatt írott lapot szerkesztette és két értekezésével, A lelkipásztor és Jézus jelleme címűekkel jutalmat nyert. A teológiai tanfolyam befejezése után (1850) hét évig a főegyházmegyei irodában működött. 1852. április 27-én áldozópappá szenteltetett és 1853. novemberig árokszállási, 1854-55-ben pedig egri segédlelkész volt. Ekkor ismerkedett meg Szemere Pállal, akivel szoros baráti viszonyt tartott. 1855. augusztus 30-án Bartakovics Béla érseki egri főegyházi hitszónokká nevezte ki, mely hivatalát kilenc évig viselte; egyszersmind 1857-től tanítóképző intézeti tanárrá és 1858-ban ugyanitt igazgatóvá léptették elő. 1866. augusztus 4-én bükkszenterzsébeti plébánosnak nevezte ki érseke. 1874. szeptember 2-án a felső-hevesi egyházkerület alesperesévé nevezték ki. Az 1875-ben megalakult egri egyházmegyei irodalmi egylet szépirodalmi szakosztályának elnökévé választották. 1877 májusában betegeskedni kezdett és könnyebb gyógykezelés végett Egerbe ment, ahol az irgalmas rendűek kolostorában vett szállást, de baja mindegyre súlyosabbá vált és június 5-én meghalt.

## Munkássága
Első költeménye: Madonna della Sedia címmel a Családi Lapokban jelent meg (1853. I. 9. sz. és attól fogva sok költeményt írt e lapba 1858-ig); írt még költeményeket a Vasárnapi Ujságba (1857-59., 1861., 1875), a Sárosi Gyula Albumába (1857), a Szépirodalmi Közlönybe (1858), a Hölgyfutárba (1859), a Képes Ujságba (1859-60.), a Nefelejtsbe (1860), az Egri Népkönyvbe (1863-1866.), a Magyar Államba sat.; cikke a Magyar Sajtóban (1857. 65., sz. Egy szó Mayer István Homiliáiról); Magyar Ferencz, Szent István ... áldott emlékezete c. munkája végén (Eger, 1859. Hymnusz), a Tanférfiak könyvében (Buda, 1860.), az Egri egyházmegyei Közlönyben (1873. 3. sz. Nyilatkozat papnyugintézetünk érdekében, 7. sz. Nyilt levél nagys. és főt. Pánthy Endre kanonok úrhoz ugyanazon ügyben).

## Művei
- Pálmalomb ft. Lipovniczky N. János, egri főegyházi őr- és gyóntató kanonok ... arany áldozata ünnepére máj. 13. 1855 (költemény)
- Arafohász az áldáshoz, midőn kis-apponyi Bartakovics Béla egri érsek ő kegyelmessége az angol szűzek egri intézete kápolnáját 1855. jún. 19. ünnepélyesen megáldaná. Uo. (költemény)
- Özvegyek és árvák hála-könyei. Nagymélt. Kis-Apponyi Bartakovics Béla egri érseknek, mint az egri megyei kántor-tanítók nyugdíjintézete alapítójának áldozva ugyanazon testület által 1857. okt. 15. Uo. (költemény)
- Piros pünkösd. Hymnus, melyet az 1857. bérmálás alkalmával zengett az egri főelemi ifjúság. Uo.
- Az irgalom leányai. Uo. 1858 (költemény)
- Mindszenty Gedeon költeményei. Uo. 1859 (ism. Budapesti Hirlap 1859. 302. sz., Nefelejts 1860)
- Az ipar valláserkölcsi s hazafiúi szempontból. Egyházi beszéd, melyet az egri kath. legény-egylet zászló fölszentelése és ünnepélyes megnyitása alkalmával az egri főegyházban szept. 8. 1860. mondott. Uo. 1860
- A kath. meggyőződés ereje szent István első magyar királyban. Egyházi beszéd, melyet 1862. aug. 20. az egri főegyházban mondott. A tiszta jövedelem a dédesi róm. kath. templom új oltárképe javára szenteltetik. Uo. 1862
- A boldogságos szűz Mária hava. Imakönyv a májusi ájtatoskodók számára. Uo. 1864 (Görres Guido Mária-dalaival)
- IX. Pius. Kathol. jellemrajz. Veuillot Lajos után ... Uo. 1864
- Hódolat Bartakovics Béla egri érseknek aranymiséjére. Uo. 1865 (költemény)
- Zengő szobor. Költői monolog a Lengyel Miklós által felállított Mária-szobor leleplezésére. Uo. 1867
- Költői monolog Lengyel M. Immaculata szobrára. Uo. 1867
- Mindszenty Gedeon újabb költeményei. Kiadta Lonkay Antal. Pest, 1868
- IX. Pius aranyáldozatára. Uo. 1869
- Ünnepi alkalmi beszédek. Függelékül hat Mária beszéddel. Eger, 1872
- Egyházi beszéd Benőfy Soma plébánosi beiktatásakor. Pest, 1873
- Zengő tavasz. Nagys. és főt. Lengyel Miklós egri nagyprépost kinevezési ünnepélyére. Bpest, 1875
- Mindszenty Gedeon legújabb költeményei. Kiadja a Szent-István Társulat. Uo. 1877 (szerző életrajzával)
- Vasárnapi egyházi beszédek. Összeállította Ujlaky Dezső volt egri papnövendék jelenleg zsérczi jegyző. Kiadta Szolcsányi Gyula. Eger, ...

Kiadta Pajer Antal, Orgona-virágok című verskötetét (Eger, 1858). Levelei a Magyar Nemzeti Múzeumban: Simonffy Kálmánhoz, Eger 1855. márc. 23., ápr. 26., aug. 9., Szent-Erzsébet 1868. dec. 29.
Szerkesztette az Egri Népkönyv négy füzetét (1863-66).